# 渡部龍雄
渡部 龍雄（わたなべ たつお、1928年4月4日 - 2001年12月11日）は、1950年代前半に活躍した元スキージャンプ選手。北海道小樽市出身。

## 来歴
旧制小樽中学（現：北海道小樽潮陵高等学校）－小樽経済専門学校－早稲田大学－三井鉱山芦別
小樽中学時代はテニスで鳴らした。1952年のオスロオリンピックスペシャルジャンプで27位だった。